# Bernardo de Hoyos
Bernardo Francisco de Hoyos de Seña, SJ (21. srpna 1711, Torrelobatón – 29. listopadu 1735, Valladolid) byl španělský římskokatolický kněz, řeholník Tovaryšstva Ježíšova a mystik. Katolická církev jej uctívá jako blahoslaveného.

## Život

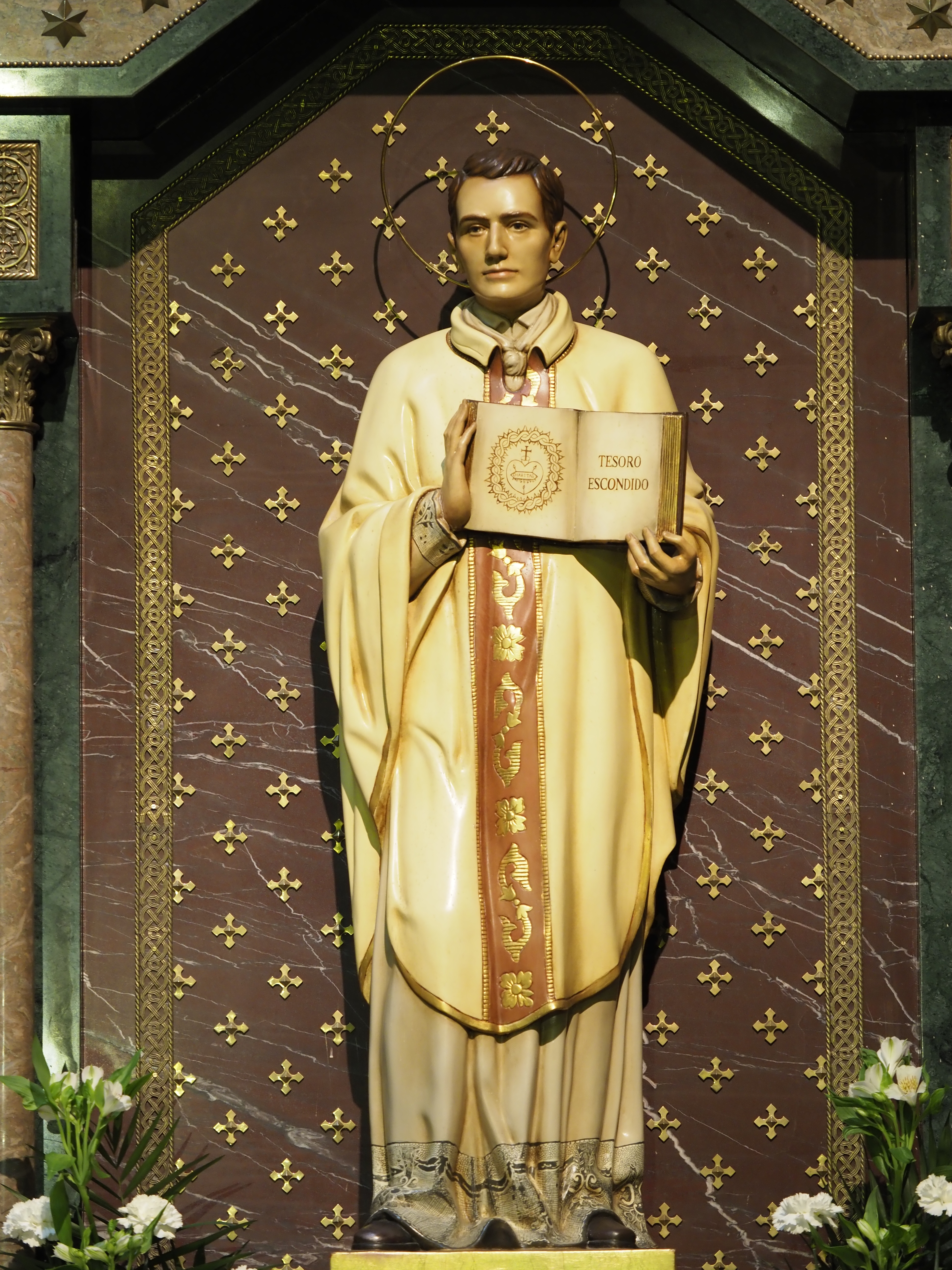
Jeho socha v Santuario Nacional de la Gran Promesa ve Valladolidu, kde prožíval svá mystická vidění

Narodil se dne 21. srpna 1711 v Torrelobatón. Jeho rodiči byli Don Manuel de Hoyos a Doña Francisca de Seña. Pokřtěn byl 6. září téhož roku v místním farním kostele, pojmenován byl na počest sv. Bernarda z Clairvaux a sv. Františka Xaverského. Jeho otec pracoval na radnici v jeho rodné obci. Roku 1720 přijal svátost biřmování.

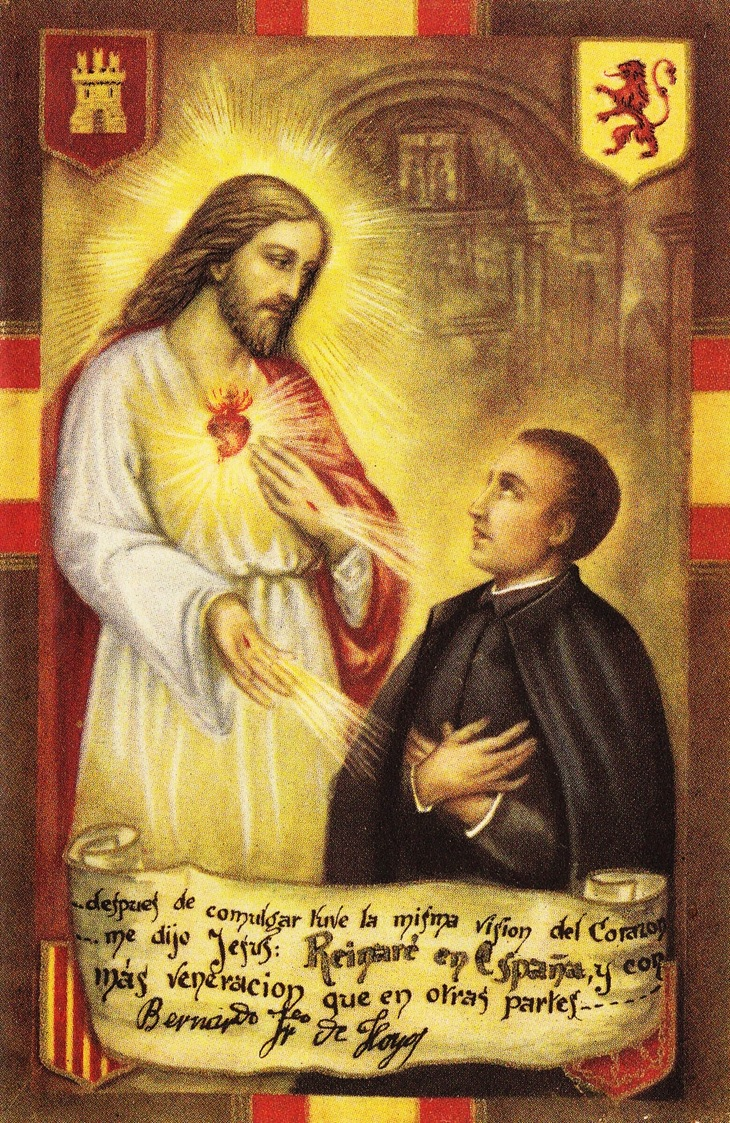
Vyobrazení jeho mystické vize Nejsvětějšího Srdce Páně

Vstoupil na jezuitské koleje v Medina del Campo a Villagarcía de Campos. Dne 11. července 1726 vstoupil do noviciátu Tovaryšstva Ježíšova a roku 1728 v něm složil doživotní řeholní sliby. Filosofická studia absolvoval na koleji v Medina del Campo. V září roku 1731 zahájil svá teologická studia ve Valladolidu.
Koncem dubna roku 1733 obdržel dopis od svého přítele Augustina Cadaveraze, který byl knězem v Bilbau s žádostí, aby našel v místní knihovně knihu „De cultu Sacratissimi Cordis Iesu“ od P. Josepha de Gallifeta a vypsal mu z ní úryvky, které chtěl použít v kázáních během slavnosti Těla a Krve Páně. Dne 3. května 1733 knihu skutečně dohledal a přinesl do svého pokoje, kde ji začal číst. Text jej natolik inspiroval, že na jeho základě obdržel mystické vidění Ježíše Krista, který si v této vizi přál, aby šířil úctu k Nejsvětějšímu Srdci Ježíšovu po celém Španělsku. Měl poté ještě další vidění a dne 12. června 1733 se podle vzoru sv. Claude La Colombière zasvětil Nejsvětějšímu Srdci. Rozdával letáky o Nejsvětějšímu Srdci a napsal králi Filipu V. žádost o podporu při žádosti Svatému stolci zavedení zvláštního svátku Nejsvětějšího Srdce.

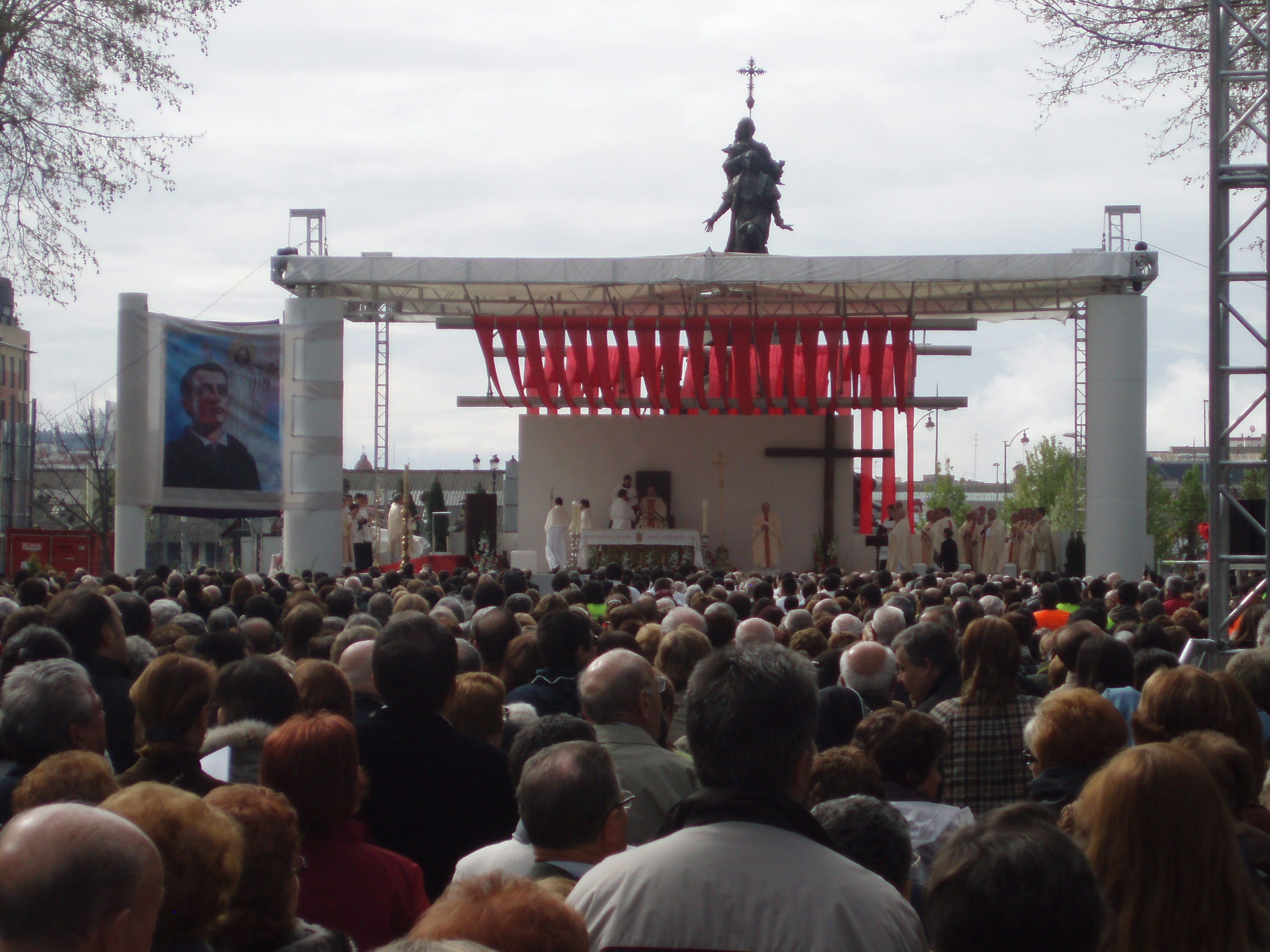
Jeho blahořečení na Plaza de Colón ve Valladolidu

Dne 2. ledna 1735 přijal kněžské svěcení poté, co obdržel zvláštní dispens kvůli nízkému věku. Dne 6. ledna 1735 sloužil ve Valladolidu svou primiční mši svatou.
Onemocněl tyfem a od 19. listopadu 1735 se jeho zdravotní stav začal zhoršovat Na tyfus dne 29. listopadu téhož roku ve Valladolidu zemřel. Jeho ostatky byly nejprve uloženy v jezuitské koleji kde zemřel, později byly přeneseny na neznáme místo.

## Úcta
Jeho beatifikační proces započal dne 11. února 1914, čímž obdržel titul služebník Boží. Dne 12. ledna 1996 jej papež sv. Jan Pavel II. podepsáním dekretu o jeho hrdinských ctnostech prohlásil za ctihodného. Dne 17. ledna 2009 byl uznán zázrak na jeho přímluvu, potřebný pro jeho blahořečení.
Blahořečen pak byl dne 18. dubna 2010 na Plaza de Colón ve Valladolidu. Obřadu předsedal jménem papeže Benedikta XVI. arcibiskup Angelo Amato.
Jeho památka je připomínána 29. listopadu. Bývá zobrazován v kněžském oděvu.